# Саласи
Саласите (на латински: Salassi) са келтско племе в Галия Транспадана, в днешната област Вале д'Аоста в западните Алпи на Италия.
През 143 пр.н.е. консулът Апий Клавдий Пулхер за първи път се сблъсква с тях в Северна Италия. Те се защитават дълго от римляните, но са победени след като през 25 пр.н.е. Август изпраща Авъл Теренций Варон Мурена. Той прогонва или продава в робство 36.000 или 40.000 души от племето. За победите си Варон е удостоен с триумф.
На завладяната територия е романизиран град Аугуста Претория Саласорум, създадени са римски колонии като Епоредия и се разработват златни мини.